# Ormosia lataurata
Ormosia lataurata är en tvåvingeart som beskrevs av Alexander 1936. Ormosia lataurata ingår i släktet Ormosia och familjen småharkrankar. Inga underarter finns listade i Catalogue of Life.